# Autolytus pentadentatus
Autolytus pentadentatus är en ringmaskart som beskrevs av Imajima 1966. Autolytus pentadentatus ingår i släktet Autolytus och familjen Syllidae. Inga underarter finns listade i Catalogue of Life.